# Gila River
Der Gila River [ˈhiːlə ˈɹɪvɚ] ist ein Fluss im Südwesten der Vereinigten Staaten. Er entspringt in New Mexico und mündet nach 1044 km bei Yuma im US-Bundesstaat Arizona in den Colorado River.
Der Fluss wurde 1848 im Vertrag von Guadalupe-Hidalgo als Grenze zwischen den Vereinigten Staaten und Mexiko festgelegt und erfüllte diese Funktion bis 1853, als mit dem Gadsden-Kauf die US-Herrschaft auf die Gebiete südlich des Gila River ausgedehnt wurde.
Der Begriff „Gila“ taucht auch im Gila County, in den Gila Mountains, dem Gila National Forest  und im Namen einer endemischen Tierart der Gegend, der Gila-Krustenechse, auch Gila Monster genannt, sowie dem Gilaspecht (Melanerpes uropygialis) auf.

## Abweichende Namen
Der Gila River war in der Vergangenheit unter einer Reihe anderer Namen bekannt:
- Akee-mull (meistens Akimel, so bezeichnete sich eine Untergruppe der Pima als Akimel O’Odham =„Menschen, die am Gila River leben“)
- Brazo de Miraflores
- Cina’ahuwipi
- Hah-quah-sa eel
- Hela River
- Jila River
- Rio Azul
- Rio Gila
- Rio de las Balsas
- Rio del Nombre Jesus
- Rio de los Apostoles
- Zila River
- Xila River